# NGC 4302
NGC 4302 is een spiraalvormig sterrenstelsel in het sterrenbeeld Hoofdhaar. Het hemelobject werd op 8 april 1784 ontdekt door de Duits-Britse astronoom William Herschel.

## Vreemdsoortige namen
Beide objecten, NGC 4302 en NGC 4298, hebben in de online fotografische sterrenatlas WIKISKY de benamingen Incendia quod glacies (NGC 4302) en Abolesco glacies (NGC 4298) gekregen. Dit zijn namen die niet erkend zijn door de Internationale Astronomische Unie (I.A.U.), en worden, samen met nog een 300 tal andere van dit soort namen, tot de categorie vandalisme gerekend.

## Synoniemen
- UGC 7418
- MCG 3-32-9
- ZWG 99.27
- VCC 497
- KCPG 332B
- PGC 39974